# Eunice (Nuovo Messico)
Eunice è un comune (city) degli Stati Uniti d'America della contea di Lea nello Stato del Nuovo Messico. La popolazione era di 2,562 persone al censimento del 2000.

## Geografia fisica
Eunice è situata a 32°26′24″N 103°09′45″W (32.440005, -103.162514).
Secondo lo United States Census Bureau, ha un'area totale di 2,9 miglia quadrate (7,5 km²).

## Società

### Evoluzione demografica
Secondo il censimento del 2000, c'erano 2,562 persone.

### Etnie e minoranze straniere
Secondo il censimento del 2000, la composizione etnica della città era formata dal 71,00% di bianchi, l'1,09% di afroamericani, lo 0,43% di nativi americani, lo 0,12% di asiatici, il 24,43% di altre razze, e il 2,93% di due o più etnie. Ispanici o latinos di qualunque razza erano il 39,62% della popolazione.